# 斯圖爾特鎮區 (北達科他州基德縣)
斯圖爾特鎮區（英語：Stewart Township）是位於美國北達科他州基德縣的一個鎮區。

## 地方資料
斯圖爾特鎮區的面積為89.72平方千米，當中陸地面積為86.17平方千米，而水域面積為3.55平方千米。根據2020年美國人口普查的數據，當地共有人口20人，而人口密度為每平方千米0.22人。